# Jólnir
Jólnir var tidigare en vulkanisk ö söder om Island. Den reste sig ur havet  i juli 1966 där den vulkaniska konen på Jólnir nådde 70 meter över havet
Det var uppkallad efter Jólnir, en fornnordisk gud (mer känd som Oden).
Bildandet av Jolnirs är nära knuten till den närliggande vulkaniska ön Surtsey, som uppstod 1963. Efter det att vulkanutbrottet som bildade Jólnir upphört den 8 augusti 1966 vittrade ön snabbt bort.  Under oktober 1966 försvann ön under Atlantens yta.